# التهاب الأصبع

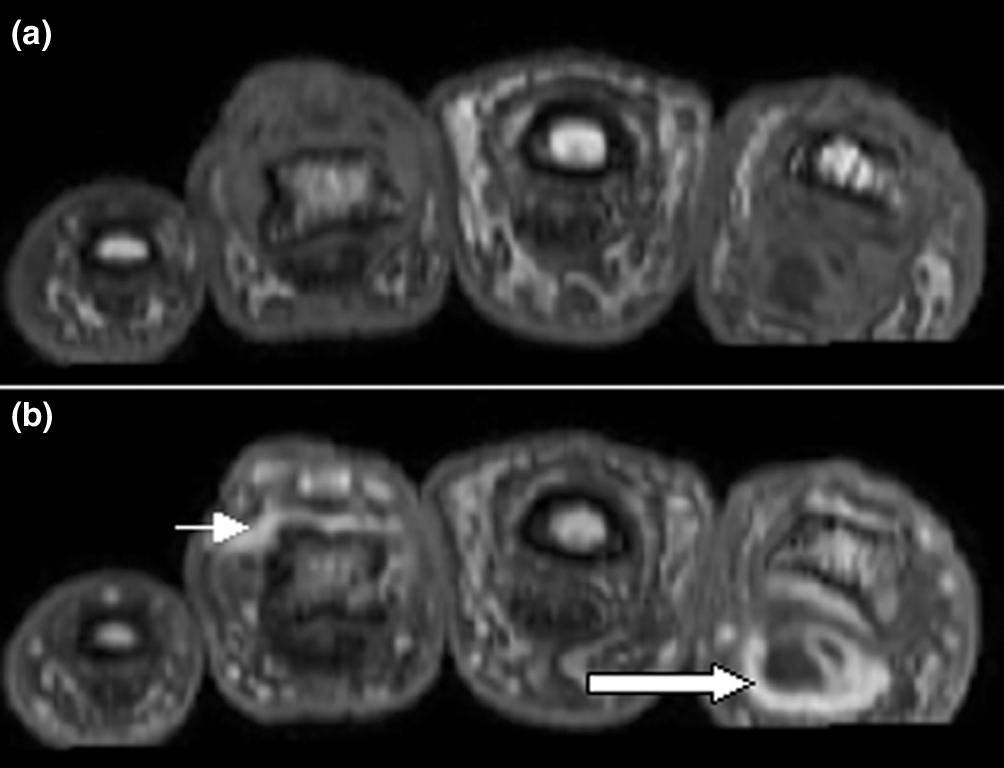
صورة بالأشعة لالتهاب الأصبع في التهاب المفصل في الصدفية.

التهاب الأصبع أو التهاب الأصابع (بالإنجليزية: dactylitis)‏ أو الأصبع السجقية (بالإنجليزية: sausage digit أو Sausage finger)‏ هو التهاب أصبع كاملا سواء في اليد أو القدم، وقد يكون مؤلما.

## الأمراض المتعلقة بالحالة
يحدث التهاب الأصبع في حالات الاعتلالات المفصلية سلبية المصل، كما في حالات التهاب المفصل في الصدفية والتهاب الفقار القسطي وفقر الدم المنجلي نتيجة لنوبة انسداد وعائي مع احتشاءات عظمية، وكذلك في حالات عدوى مثل السل والجذام. كما يحدث التهاب الأصبع في التهاب المفاصل الارتكاسي بسبب التهاب الغشاء الزلالي.
تظهر أعراض التهاب الأصبع في فقر الدم المنجلي في عمر 6 إلى 9 أشهر من عمر الطفل.